# Activité solaire et climat

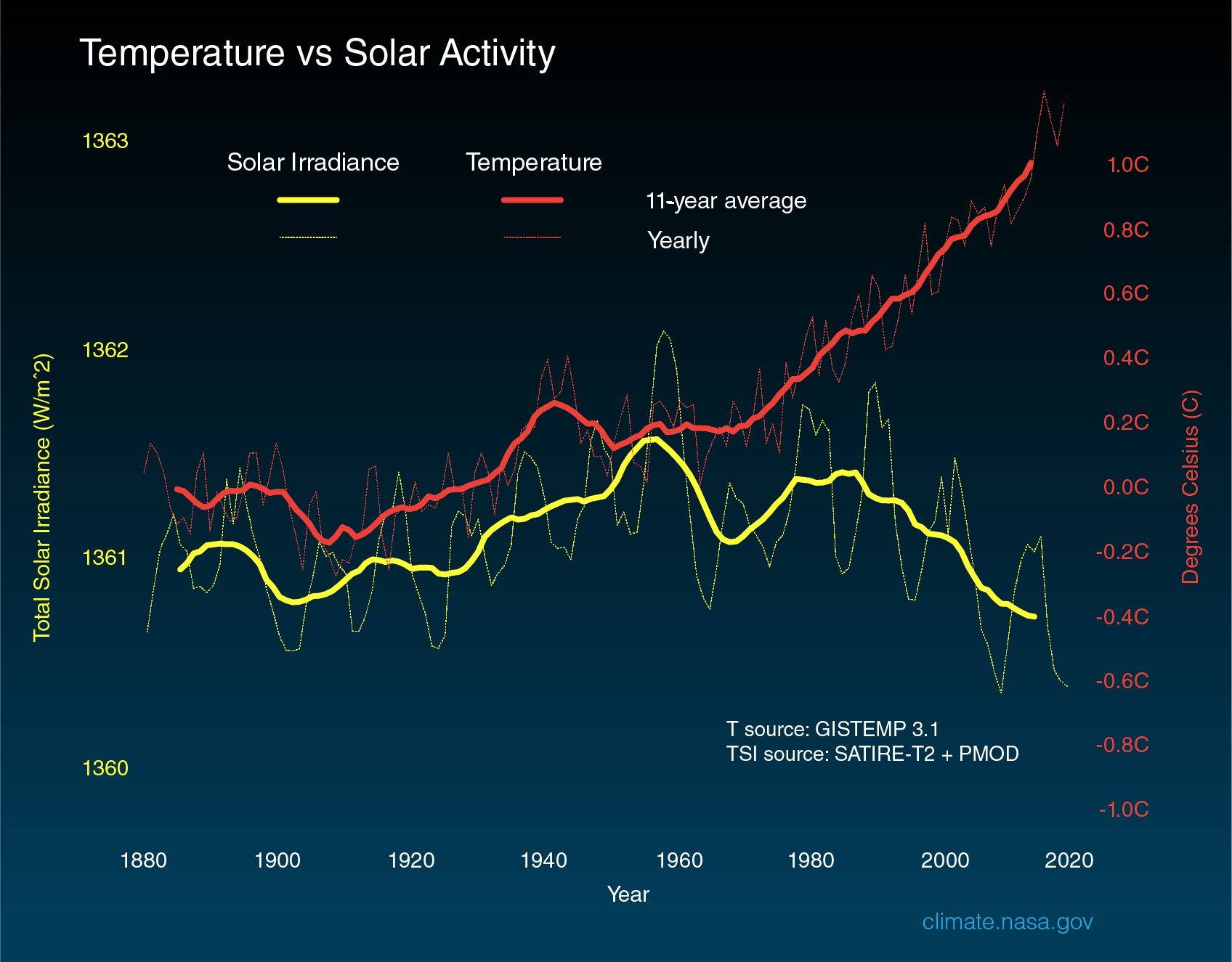
L'irradiance solaire (jaune) tracée avec la température (rouge) depuis 1880.

Les modèles d'irradiance solaire et de variation solaire ont été l'un des principaux facteurs de variabilité du climat au cours des millénaires à des giga-années de l'échelle de temps géologique, mais son rôle dans le réchauffement récent s'est avéré insignifiant.

## Temps géologique
La Terre s'est formée il y a environ 4,54 milliards d'années,, par accrétion de la nébuleuse solaire. Le dégazage volcanique a probablement créé l'atmosphère primordiale, qui ne contenait presque pas d'oxygène et aurait été toxique pour les humains et la vie la plus moderne. Une grande partie de la Terre a fondu à cause de collisions fréquentes avec d'autres corps qui ont conduit à un volcanisme extrême. Au fil du temps, la planète s'est refroidie et a formé une croûte solide, permettant éventuellement à de l'eau liquide d'exister à la surface.
Il y a trois à quatre milliards d'années, le Soleil n'émettait que 70 % de sa puissance actuelle. Dans la composition atmosphérique actuelle, cette luminosité solaire passée aurait été insuffisante pour empêcher l'eau de geler uniformément. Il existe néanmoins des preuves que de l'eau liquide était déjà présente dans les éons Hadéens, et Archéens,, ce qui a conduit à ce que l'on appelle le paradoxe du jeune Soleil faible. Les solutions hypothétiques à ce paradoxe incluent une atmosphère très différente, avec des concentrations de gaz à effet de serre beaucoup plus élevées que celles qui existent actuellement.
Au cours des 4 milliards d'années qui ont suivi, la production d'énergie du Soleil a augmenté et la composition de l'atmosphère terrestre a changé. Le grand événement d'oxygénation il y a environ 2,4 milliards d'années a été l'altération la plus notable de l'atmosphère. Au cours des cinq prochains milliards d'années, la mort ultime du Soleil en devenant une géante rouge puis une naine blanche aura des effets dramatiques sur le climat, la phase de géante rouge mettant probablement fin à toute vie sur Terre.

## Mesure
Depuis 1978, l'irradiance solaire est mesurée directement par satellite avec une très bonne précision. Ces mesures indiquent que l'irradiance solaire totale du Soleil fluctue de +-0,1 % sur les ~11 ans du cycle solaire, mais que sa valeur moyenne est stable depuis le début des mesures en 1978. L'irradiance solaire avant les années 1970 est estimée à l'aide de variables indirectes, telles que les cernes des arbres, le nombre de taches solaires et les abondances d' isotopes cosmogéniques tels que 10Be, qui sont tous calibrés sur les mesures directes post-1978.

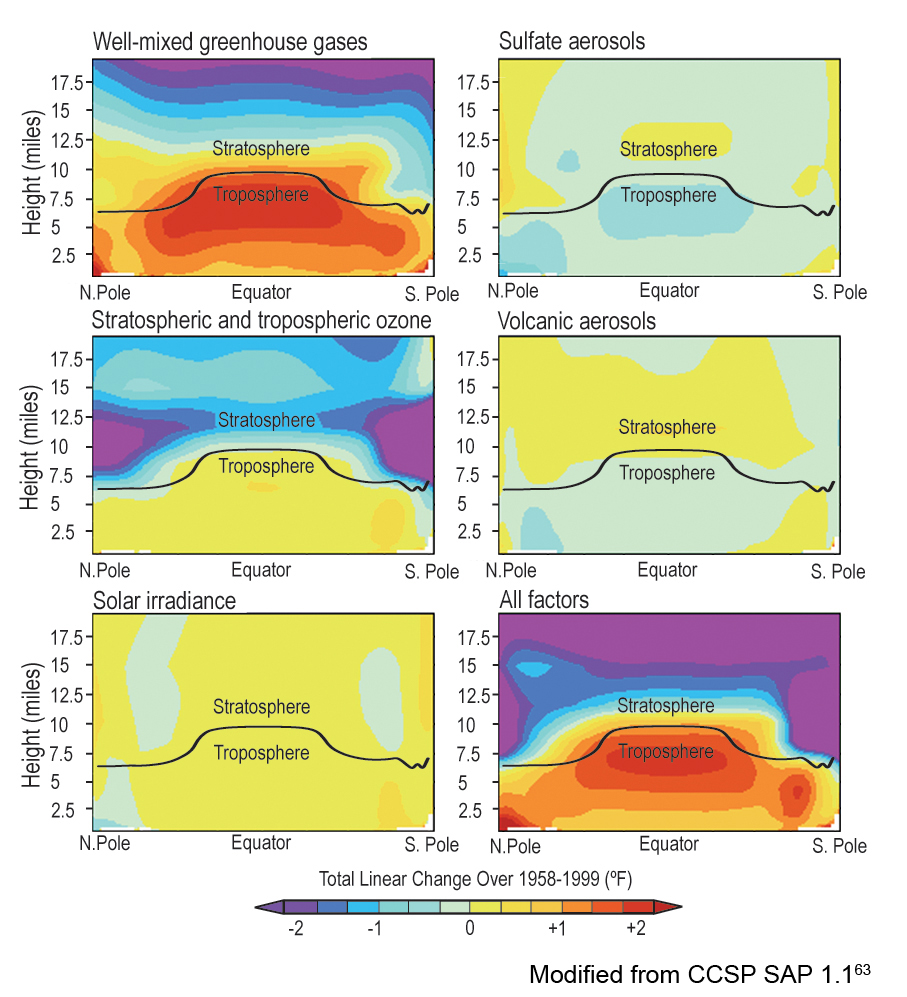
Simulation modélisée de l'effet de divers facteurs (dont les GES, l'irradiance solaire) seuls et en combinaison, montrant notamment que l'activité solaire produit un réchauffement faible et presque uniforme, contrairement à ce qui est observé.

L'activité solaire suit une tendance à la baisse depuis les années 1960, comme l'indiquent les cycles solaires 19-24, dans lesquels le nombre maximum de taches solaires était de 201, 111, 165, 159, 121 et 82, respectivement. Au cours des trois décennies qui ont suivi 1978, on estime que la combinaison de l'activité solaire et volcanique a eu une légère influence de refroidissement. Une étude de 2010 a révélé que la composition du rayonnement solaire pourrait avoir légèrement changé, avec une augmentation du rayonnement ultraviolet et une diminution des autres longueurs d'onde.